# 少年少女宇宙科学冒険全集
少年少女宇宙科学冒険全集（しょうねんしょうじょかがくぼうけんぜんしゅう）は、
1960年から1963年にかけて岩崎書店より刊行されたSF小説の叢書。
四六版箱入り、透明セロハンカバー。全24巻。

## 一覧
1. 宇宙船アルゴー号の冒険（Argonavty Vselennoi、べ・ブラドコ）馬上義太郎訳
2. 宇宙兄弟のひみつ（Time For the Stars、R・ハインライン）片方善治訳
3. 地球SOS（瀬川昌男）
4. 九号衛星のなぞ（Lucky Starr and the Moons of Jupiter、ポール・フレンチ）土居耕訳
5. 月ロケットの少年（Send for Johnny Danger、M・E・バチェット）塩谷太郎訳
6. 人工衛星ケーツ（Avezda Kets、ア・ベリャーエフ）北野純訳
7. 宇宙人ビッグスの冒険（Lancelot Biggs: Spaceman、N・ボンド）亀山龍樹訳
8. 火星救助隊（Mission to Mars、P・ムーア）亀山龍樹訳
9. 宇宙戦争（The War of the Worlds、H・G・ウェルズ）神宮輝夫訳
10. 宇宙紀元ゼロ年（33 марта. 2005 год、B・メレンチェフ）北野純訳
11. タイム・マシン（The Time Machine、H・G・ウェルズ）西原康訳　：「モロー博士の島」（The Island of Dr. Moreau）を併録
12. 月世界地底探検（The First Men in the Moon、H・G・ウェルズ）白木茂訳
13. 死の金星都市（Astronauci、スタニスラフ・レム）秋田義夫訳
14. 地球のさいご（The Year When Stardust Fell、R・ジョーンズ）土居耕訳
15. 消えた惑星のなぞ（Sestra Zemli、ゲー・マルチノフ）馬上義太郎訳
16. 幽霊惑星テミス（Lancelot Biggs: Spaceman、ネルソン・ボンド）亀山龍樹訳
17. 消えた土星探検隊（Missing Men of Saturn、P・レーサム）塩谷太郎訳
18. 宇宙大オリンピック（Stadium Beyond the Stars、ミルトン・レッサー）矢野徹訳
19. 凍った宇宙（The Frozen Planet、パトリック・ムーア）福島正実訳
20. 宇宙の密航少年（Stowaways to the Rocket Ship、R・M・イーラム）白木茂訳
21. 空飛ぶ白球（Kallsto、ゲー・マルチノフ）北野純訳
22. 第二の地球（Vne Zemli、K・ツィオルコフスキー）秋田義夫訳
23. 魔法の超光速ロケット（Puteshestvie Na Utrennyuyu Zvezdu、B・グバリョフ）馬上義太郎訳
24. 火星の砂の秘密（Lodestar-Rocket Ship to Mars、F・M・ブランレー）内田庶訳